# Fortitude
Fortitude és una sèrie de televisió britànica de gènere thriller psicològic creada i escrita per Simon Donald. La primera temporada consta de 12 episodis encarregats per Sky Atlantic el 2013, i que van començar a emetre's el 29 de gener de 2015. La sèrie està ambientada al fictici assentament de Fortitude, situat a l'àrtic noruec. El 9 d'abril de 2015 Sky Atlantic va encarregar una segona temporada en què apareixen els personatges supervivents de la primera juntament amb altres de nous. Aquesta fou estrenada el 26 de gener de 2017

## Localització
Fortitude és un assentament fictici localitzat a l'arxipèlag d'Svalbard a l'àrtic noruec. Es descriu com una comunitat internacional, en què els habitants procedeixen de moltes parts del món (Població 800 habitants i 4 oficials de policia)
La sèrie va ser filmada al Regne Unit i a les localitats islandeses de Reyðarfjörður i Eskifjörður.

## Argument
Fortitude, una petita comunitat aïllada del continent i formada majoritàriament per famílies de pescadors i investigadors, es vanta de ser un lloc tranquil que no coneix el crim. On la policia es dedica als incidents ocasionats pels ossos polars i a la recerca i rescat, però un bon dia queda trasbalsada pel brutal assassinat d'un dels científics que dirigeix el departament de Biologia àrtica a l'Institut de Recerca Àrtica. Davant d'aquest esdeveniment, el govern del continent decideix enviar-hi l'inspector en cap Eugene Morton de la Policia Metropolitana de Londres perquè resolgui l'incident amb l'ajut, no desitjat, del xèrif local Dan Anderssen (interpretat per Richard Dormer). Però aquest només és el primer d'un seguit d'incidents que sacsegen la localitat.

## Personatges
- Richard Dormer com el xèrif Dan Anderssen.
- Stanley Tucci com l'inspector en cap Eugene Morton de la Policia Metropolitana de Londres. (temporada 1)
- Sofie Gråbøl com la Governadora Hildur Odegard, i dona de l'oficial Eric Odegard, que per a salvar l'economia local lidera el projecte de construcció d'un hotel de luxe.[5]
- Björn Hlynur Haraldsson com l'oficial Eric Odegard i marit de la governadora Hildur Odegard.
- Mia Jexen com l'oficial Ingrid Witry.
- Alexandra Moen com la oficial Petra Bergen.
- Christopher Eccleston com el Professor Charlie Stoddart del Centre de Recerca Àrtica de Fortitude[6] (temporada 1)
- Phoebe Nicholls com la doctora Margaret Allerdyce (temporada 1)
- Jessica Gunning com Shirley Allerdyce, filla de la doctora Margaret Allerdyce (temporada 1)
- Verónica Echegui com Elena Ledesma, personatge enigmàtic que amaga un passat fosc.
- Nicholas Pinnock com el pilot de Rescat Frank Sutter, marit de Jules Sutter.
- Jessica Raine com Julia 'Jules' Sutter, dona del pilot de rescat Frank Sutter.
- Michael Gambon com Henry Tyson, fotògraf i malalt terminal de càncer (temporada 1)
- Johnny Harris com Ronnie Morgan, miner (temporada 1)
- Darren Boyd com Markus Huseklepp, miner.
- Aaron McCusker com Jason Donnelly, miner (temporada 1)
- Luke Treadaway com Vincent Rattrey, científic del Centre de Recerca Àrtica que estudia el comportament dels ossos polars.
- Sienna Guillory com Natalie Yelburton, científica del Centre de Recerca Àrtica que estudia el comportament dels ossos polars.
- Ramon Tikaram com Tavrani.

### Recurrents
- Chipo Chung com Trish Stoddart, dona del professor Charlie Stoddart.
- Darwin Brokenbro com Liam Sutter,
- Elizabeth Dormer-Phillips com Carrie Morgan.
- Michael Obiora com Max Cordero.
- Emil Hostina com Yuri Lubimov.
- Jonjo O'Neill com Ciaran Donnelly.
- Leanne Best com Celia Donnelly.

## Episodis

### Primera temporada
| Núm. d'història | Episodi | Títol        | Direcció         | Guió                            | Data d'estrena al Regne Unit |  |
| --------------- | ------- | ------------ | ---------------- | ------------------------------- | ---------------------------- |  |
| 1               | 1       | "Episode 1"  | Sam Miller       | Simon Donald                    | 29 de gener de 2015          |  |
|                 |         |              |                  |                                 |                              |  |
| 2               | 2       | "Episode 2"  | Sam Miller       | Simon Donald                    | 29 de gener de 2015          |  |
|                 |         |              |                  |                                 |                              |  |
| 3               | 3       | "Episode 3"  | Sam Miller       | Simon Donald                    | 5 de febrer de 2015          |  |
|                 |         |              |                  |                                 |                              |  |
| 4               | 4       | "Episode 4"  | Richard Laxton   | Stephen Brady                   | 12 de febrer de 2015         |  |
|                 |         |              |                  |                                 |                              |  |
| 5               | 5       | "Episode 5"  | Richard Laxton   | Simon Donald                    | 19 de febrer de 2015         |  |
|                 |         |              |                  |                                 |                              |  |
| 6               | 6       | "Episode 6"  | Hettie MacDonald | Simon Donald                    | 26 de febrer de 2015         |  |
|                 |         |              |                  |                                 |                              |  |
| 7               | 7       | "Episode 7"  | Hettie MacDonald | Tom Butterworth i Chris Hurford | 5 de març de 2015            |  |
|                 |         |              |                  |                                 |                              |  |
| 8               | 8       | "Episode 8"  | Hettie MacDonald | Ben Richards                    | 12 de març de 2015           |  |
|                 |         |              |                  |                                 |                              |  |
| 9               | 9       | "Episode 9"  | Nick Hurran      | Stephen Brady                   | 19 de març de 2015           |  |
|                 |         |              |                  |                                 |                              |  |
| 10              | 10      | "Episode 10" | Nick Hurran      | Tom Butterworth i Chris Hurford | 26 de març de 2015           |  |
|                 |         |              |                  |                                 |                              |  |
| 11              | 11      | "Episode 11" | Sam Miller       | Simon Donald                    | 2 d'abril de 2015            |  |
|                 |         |              |                  |                                 |                              |  |
| 12              | 12      | "Episode 12" | Sam Miller       | Simon Donald                    | 9 d'abril de 2015            |  |
|                 |         |              |                  |                                 |                              |  |

### Segona temporada
| Núm. d'història | Episodi | Títol        | Direcció         | Guió                            | Data d'estrena al Regne Unit |  |
| --------------- | ------- | ------------ | ---------------- | ------------------------------- | ---------------------------- |  |
| 13              | 1       | "Episode 1"  | Hettie MacDonald | Simon Donald                    | 26 de gener de 2017          |  |
|                 |         |              |                  |                                 |                              |  |
| 14              | 2       | "Episode 2"  | Hettie MacDonald | Tom Butterworth i Chris Hurford | 2 de febrer de 2017          |  |
|                 |         |              |                  |                                 |                              |  |
| 15              | 3       | "Episode 3"  | Hettie MacDonald | Simon Burke                     | 9 de febrer de 2017          |  |
|                 |         |              |                  |                                 |                              |  |
| 16              | 4       | "Episode 4"  | Kieron Hawkes    | Simon Burke                     | 16 de febrer de 2017         |  |
|                 |         |              |                  |                                 |                              |  |
| 17              | 5       | "Episode 5"  | Kieron Hawkes    | Simon Donald                    | 23 de febrer de 2017         |  |
|                 |         |              |                  |                                 |                              |  |
| 18              | 6       | "Episode 6"  | Metin Hüseyin    | Simon Burke                     | 2 de març de 2017            |  |
|                 |         |              |                  |                                 |                              |  |
| 19              | 7       | "Episode 7"  | Metin Hüseyin    | Simon Donald                    | 9 de març de 2017            |  |
|                 |         |              |                  |                                 |                              |  |
| 20              | 8       | "Episode 8"  | Kieron Hawkes    | Simon Burke                     | 16 de març de 2017           |  |
|                 |         |              |                  |                                 |                              |  |
| 21              | 9       | "Episode 9"  | Kieron Hawkes    | Simon Donald                    | 23 de març de 2017           |  |
|                 |         |              |                  |                                 |                              |  |
| 22              | 10      | "Episode 10" | Kieron Hawkes    | Simon Donald                    | 30 de març de 2017           |  |
|                 |         |              |                  |                                 |                              |  |